# Champeaux (Manche)
Champeaux is een gemeente in het Franse departement Manche (regio Normandië) en telt 368 inwoners (2004). De plaats maakt deel uit van het arrondissement Avranches.

## Geografie
De oppervlakte van Champeaux bedraagt 4,3 km², de bevolkingsdichtheid is 85,6 inwoners per km².
De onderstaande kaart toont de ligging van Champeaux (Manche) met de belangrijkste infrastructuur en aangrenzende gemeenten.

## Demografie
Onderstaande figuur toont het verloop van het inwonertal (bron: INSEE-tellingen).

1. ↑  Populations de référence 2022.